# غاري بنسون
غاري بنسون (بالإنجليزية: Gary Benson)‏ هو لاعب بوكر أسترالي، ولد في 1957.

## وصلات خارجية
- الموقع الرسمي
- غاري بنسون على موقع مباريات الشطرنج (الإنجليزية)
- غاري بنسون على موقع اتحاد المراسلات الدولية للشطرنج (الإنجليزية)